# Borderline (videogioco)
Borderline (ボーダーライン?) è un videogioco arcade sparatutto del 1981, in parte a scorrimento verticale e in parte a schermata fissa, prodotto da SEGA. Convertito da Compile per SG-1000, il gioco è incluso nella raccolta Sega Ages 2500 Series Vol. 23: Sega Memorial Selection per PlayStation 2.

## Modalità di gioco
L'arcade si snoda per quattro livelli, nei quali il giocatore guida una jeep militare rossa che deve eliminare le centrali energetiche nemiche. Si usano un joystick (per spostarsi), e un tasto (per sparare ai nemici, che possono essere tutti abbattuti con un solo colpo).

### Primo livello
Il primo livello, ambientato in una base missilistica, è l'unico a scorrimento: qui i nemici sono costituiti in gran parte da missili ancorati al suolo ma che si staccano improvvisamente per poi piombare sulla jeep. Verso la fine del livello il giocatore dovrà contrastare alcuni carri armati. Le centrali energetiche si trovano nel corridoio che conduce all'uscita.

### Secondo livello
Il secondo livello, ambientato nel sottobosco, vede la jeep farsi strada tra la vegetazione, contrastando i vari carri armati che vi entrano, per arrivare agli impianti energetici nella parte superiore dello schermo.

### Terzo livello
Il terzo livello è ambientato in una grande stanza: gli impianti si trovano nella parte opposta all'ingresso, ben difesi dai carri armati che entrano via via.

### Quarto livello
Il quarto livello è ambientato come il secondo nel sottobosco, ma con muri indistruttibili che lo dividono in più sezioni: qui c'è un'unica centrale energetica, protetta dai carri armati. Contrariamente alle altre, essa è anche dotata di armamenti, in grado quindi di attaccare la jeep.

### Le vite
Il giocatore ha tre vite a disposizione, senza punti ferita. Può perdere una vita in quattro modi:
- andando in collisione coi nemici
- facendosi colpire dai proiettili dei carri armati e dell'ultima centrale
- rimanendo schiacciato contro le pareti della base missilistica durante lo scorrimento del primo livello
- esaurendo il carburante, di fatto corrispondente al tempo che si ha a disposizione per il completamento di ciascun livello

### Conclusione del gioco
Una volta completato l'ultimo livello, il gioco ricomincia daccapo.